# Harry C. Mathews
Ne doit pas être confondu avec Harry Mathews.
Harry C. Matthews (parfois désigné comme Harry C. (ou H.C.) Mathews, ou encore H.C. Matthews) est un réalisateur américain.

## Biographie
Sa biographie (dates de naissance et mort incluses) est peu ou pas connue. Il est actif entre 1910 et 1921.

## Filmographie
- 1910 : Solving the Bond Theft
- 1910 : The Case of the Missing Heir
- 1910 : The Insane Heiress
- 1910 : The Missing Bridegroom
- 1910 : The Monogrammed Cigarette
- 1911 : Cupid's Big Sister
- 1911 : The Woman Who Dared
- 1911 : When First We Met
- 1912 : A Good Day's Work
- 1912 : A Leg and a Legacy
- 1912 : Babies Three
- 1912 : Baby Sherlock[1]
- 1912 : Early's Awakening
- 1912 : Her Diary
- 1912 : In the Sowing
- 1912 : Tangled
- 1912 : The Coming Generation
- 1912 : The Five Senses
- 1912 : The Golden Rod
- 1912 : The Helping Hand
- 1912 : The Plan That Failed
- 1912 : The Ransom
- 1912 : Their One Day's Work
- 1912 : Those Were Happy Days
- 1912 : Wanted, a Practice
- 1912 : When the Lily Dies
- 1913 : A Bitter Dose
- 1913 : Aladdin and His Wonderful Lamp[2]
- 1913 : Beauty and the Beast[3]
- 1913 : Dolly and the Burglar
- 1913 : For the Heart of a Princess
- 1913 : Golden Locks and the Three Bears
- 1913 : Hansel and Gretel
- 1913 : Having Their Picture Took
- 1913 : Injuns
- 1913 : Mammy's Chile
- 1913 : Snow White
- 1913 : The Curate's Outing
- 1913 : The Runaways
- 1913 : The Sleeping Beauty
- 1913 : When Dolly Died
- 1915 : One on Mother
- 1915 : Refuge
- 1915 : Such a Princess
- 1915 : The Circus
- 1915 : The Kingdom of Nosey Land
- 1916 : In the Heart of a Shell
- 1916 : The Bold, Bad Burglar
- 1916 : The Wishing Lamp
- 1916 : When the Minstrels Came to Town
- 1917 : Honest Thieves
- 1917 : The Pipe of Discontent
- 1921 : Welcome Children[4]